# Newport (Delaware)
Newport es un pueblo ubicado en el condado de New Castle en el estado estadounidense de Delaware. En el año 2000 tenía una población de 1.122 habitantes y una densidad poblacional de 986 personas por km².

## Geografía
Newport se encuentra ubicado en las coordenadas 39°42′48″N 75°36′29″O / 39.71333, -75.60806.

## Demografía
Según la Oficina del Censo en 2000 los ingresos medios por hogar en la localidad eran de $38,864, y los ingresos medios por familia eran $41,771. Los hombres tenían unos ingresos medios de $32,917 frente a los $26,420 para las mujeres. La renta per cápita para la localidad era de $19,590. Alrededor del 11.8% de la población estaban por debajo del umbral de pobreza.